# Cầu thang tối
Cầu thang tối là bộ phim điện ảnh truyền hình phát hành năm 1998 của Việt Nam do Hãng phim Truyền hình Thành phố Hồ Chí Minh sản xuất. Đạo diễn bởi Đào Bá Sơn, cùng các diễn viên Hồng Ánh, Nguyễn Phương Điền.

## Nội dung

### Nội dung chính
Bộ phim lấy bối cảnh một chung tại Thành phố Hồ Chí Minh vào đầu thập niên 1990. Một cô gái tên Tâm mồ côi và sống một mình trong căn phòng nhỏ ở dưới chân cầu thang của chung cư, cô được Ba Hiền – một thanh niên chạy xe ba gác – đem lòng yêu, nhưng Tâm đã có người đàn ông khác. Cô làm người giúp việc cho căn hộ của ông Lâm và tình nhân tên Hân. Vợ ông Lâm cùng con gái đã vượt biên từ năm 1980, ông Lâm và Hân đối đã với Tâm không khác gì người thân trong nhà.
Trước đấy một thời gian, Tâm đã cứu chữa cho Hùng (tên thật là Biên), một người đàn ông bí ẩn. Biên thường lén lút đên thăm Tâm và tặng cô nhiều mỹ phẩm đắt tiền cùng những lời ngon ngọt và đem lòng yêu anh ta. Ở hiện tại, khi Tâm phát hiện mình có bầu thì Hùng lẩn trốn. Ban đầu Tâm được Hân đưa đi phá thai nhưng đến phút cuối Tâm đổi ý, cô muốn giữ lại đứa bé và chờ Biên đến nhận. Tâm đối mặt với sự ghẻ của một số người khi biết cô chửa hoang, sau khi cô bị một tai nạn do Phỉ gây ra, mọi người đã có thái độ khác.
Sau này Tâm sinh được một bé trai. Khoảng 1 năm tiếp theo, cô mới tình cờ phát hiện Biên vốn sống cùng chung cư này và đang dọn dẹp đồ đạc để chuyển nhà. Anh ta lạnh lùng bỏ đi như vậy khiến Tâm cũng không muốn ở lại, cô tạm biệt mọi người và ra đi nhưng Ba Hiền giữ cô lại và bày tỏ ý muốn bao bọc hai mẹ con cô.

### Tuyến nhân vật phụ
Đoàn là một nhà văn sống một mình, ông có vai trò là người dẫn dắt truyện phim.
Phòng 102, Gia đình ông Bảng – một giáo viên – cùng vợ là bác sĩ và cô con gái.
Phòng 103 là của bố con ông Bảy và Phỉ. Vì nhan sắc không được đẹp nên Thủy chưa tìm được người ưng ý. Trong một tháng đã có 7 người đàn ông được dẫn đến xem mắt. Trong số này có Huỳnh Bá Đạt, một người chạc tuổi ông Bảy, dáng vóc thấp nhưng tự nhận mình là huấn luyện viên bóng rổ. Phỉ rất thích Ba Hiền nên ghét Tâm ra mặt, khi Tâm mang thang, trong lúc nóng giận Phỉ đã lỡ đẩy Tâm xuống cầu thang. Sau này Phỉ ân hận và trở nên tốt tính hơn, cô chăm chỉ làm việc để tránh mặt Tâm.
Phòng 105, gia đình của bà Tư cùng con gái là Hà và con rể là Tần. Hà là môt phụ nữ hay ghe trong khi Tần điềm tĩnh, chăm chỉ lại hay về khuya. Hai người đã suýt li dị, đến khi Tần trở thành anh hùng của khu chung cư khi đưa Tâm đi đẻ kịp thời thì Hà mới có cái nhìn khác về chồng mình.
Bà Hai Mù và đứa cháu trai tên Tùng. Hai bà cháu có một chiếc đồng hồ dây cót và thường bị để chạy hết cót. Mỗi lân như vậy Tùng căn thời gian ông Bảng đi làm để chỉnh lại giờ. Bà Hai là tác nhân giúp Ba Hiền và Tâm đến với nhau.

## Phân vai
- Hồng Ánh vai Tâm
- Phương Điền vai Ba Hiền (lồng tiếng: Chi Bảo)
- Lê Bình vai Đoàn
- Kim Tính vai Hân
- Đào Bá Sơn vai Lâm
- Trọng Hải vai Biên
- Kim Ngân vai Hà
- Thanh Liêm vai Tần
- Ca Lê Hồng vai bà Tư
- Lân Bích vai ông Bảng
- Minh Ngọc vai vợ ông Bảng
- Ngọc Bích vai Thủy
- Thái Sơn vai ông Bảy
- Mỹ Khanh vai Phỉ
- Mạc Can vai Huỳnh Bá Đạt
- Anh Thư vai chị Hai Mù
- Phùng Ngọc vai Tùng

## Hậu trường

### Nhạc phim
Ca khúc chủ đề "Giấc mơ đêm", một sáng tác của nhạc sĩ Bảo Chấn, do Mỹ Hạnh thể hiện, dù bộ phim tạo được hiệu ứng tốt nhưng ca khúc này chỉ thực sự thành công vào năm 1999, khi này ca sĩ Lam Trường thể hiện lại với tựa đề mới "Giấc mơ tuyệt vời". Năm 2019, ca khúc lại được sử dụng trong bộ phim Tháng năm rực rỡ của đạo diễn Nguyễn Quang Dũng.

### Sản xuất
Trong bộ phim, hình ảnh người thanh niên thường cõng bà nội xuống tầng để vệ sinh cá nhân cho bà là những trải nghiệm của đạo diễn Đào Bá Sơn. Trong những phân cảnh mà nhân vật Tâm cho con bú, đoàn làm phim đã cần đến diễn viên đóng thế, việc này có đôi chút khó khăn khi đạo diễn yêu cầm tuyển một sản phụ mới sinh và có cặp vú phải đẹp.

## Đón nhận

### Giải thưởng
| Năm  | Giải thưởng                        | Hạng mục                      | Đề cử      |              | Chú thích     |
| ---- | ---------------------------------- | ----------------------------- | ---------- | ------------ | ------------- |
| 1998 | Giải thưởng Hội Điện ảnh Việt Nam  | Phim video                    | (bộ phim)  | Giải A       | [ 7 ] [ 8 ]   |
| 1999 | Liên hoan phim Việt Nam lần thứ 12 | Phim video                    | (bộ phim)  | Bông sen Bạc | [ 9 ]         |
| 1999 | Liên hoan phim Việt Nam lần thứ 12 | Diễn viên triển vọng          | Hồng Ánh   | Đoạt giải    | [ 10 ] [ 11 ] |
| 1999 | Liên hoan phim Việt Nam lần thứ 12 | Đạo diễn phim video xuất sắc  | Đào Bá Sơn | Đoạt giải    | [ 12 ]        |
| 1999 | Giải Mai Vàng                      | Nữ diễn viên phim truyền hình | Hồng Ánh   | Đoạt giải    | [ 13 ]        |

### Tri ân
Năm 2019, cùng với nhiều chi tiết về văn hóa đặc trưng của thập niên 1990, Cầu thang tối cũng được sử dụng như một trứng phục sinh khi được nhắc đến trong bộ phim điện ảnh Gặp lại chị bầu.

## Than khảo
1. ↑  thanhnien.vn (ngày 11 tháng 6 năm 2023). "'Nàng thơ' trong âm nhạc Bảo Chấn". thanhnien.vn. Lưu trữ bản gốc ngày 11 tháng 9 năm 2024. Truy cập ngày 11 tháng 9 năm 2024.
2. 1 2 3  Gia Bảo (ngày 23 tháng 3 năm 2018). "Chuyện chưa kể về nhạc phim 'Tháng năm rực rỡ'". VietNamNet. Lưu trữ bản gốc ngày 11 tháng 9 năm 2024. Truy cập ngày 11 tháng 9 năm 2024.
3. ↑  theo danh đề ở cuối phim
4. ↑  "Dấu ấn thời gian: Những ca khúc một thời nhạc phim TFS". Đài Truyền hình TP.HCM. Lưu trữ bản gốc ngày 13 tháng 2 năm 2020. Truy cập ngày 11 tháng 9 năm 2024.
5. ↑  "Đạo diễn Đào Bá Sơn và những bộ phim về phụ nữ". VnExpress. ngày 1 tháng 3 năm 2002. Lưu trữ bản gốc ngày 13 tháng 9 năm 2024. Truy cập ngày 11 tháng 9 năm 2024.
6. ↑  NLD.COM.VN. "Khóc, cười với chuyện làm phim". Báo Người Lao Động Online. Lưu trữ bản gốc ngày 11 tháng 9 năm 2024. Truy cập ngày 11 tháng 9 năm 2024.
7. ↑  NLD.COM.VN. ""Ảnh hậu" Hồng Ánh". Báo Người Lao Động Online. Lưu trữ bản gốc ngày 24 tháng 6 năm 2023. Truy cập ngày 11 tháng 9 năm 2024.
8. ↑  "Chuyện nữ diễn viên Việt từng cầm đầu đám trẻ quậy phá". VietNamNet. ngày 26 tháng 10 năm 2015. Lưu trữ bản gốc ngày 11 tháng 9 năm 2024. Truy cập ngày 11 tháng 9 năm 2024.
9. ↑  "Đạo diễn, NSƯT - ĐÀO BÁ SƠN". Hội Điện ảnh Thành phố Hồ Chí Minh. ngày 29 tháng 6 năm 2012. Lưu trữ bản gốc ngày 11 tháng 9 năm 2024. Truy cập ngày 11 tháng 9 năm 2024.
10. ↑  "Người mộng du của điện ảnh". Báo Nhân Dân điện tử. ngày 26 tháng 12 năm 2018. Lưu trữ bản gốc ngày 9 tháng 7 năm 2023. Truy cập ngày 11 tháng 9 năm 2024.
11. ↑  NLD.COM.VN. "Hồng Ánh với chiếc cầu thang không tay vịn". Báo Người Lao Động Online. Lưu trữ bản gốc ngày 11 tháng 9 năm 2024. Truy cập ngày 11 tháng 9 năm 2024.
12. ↑  "Liên hoan phim Việt Nam lần thứ XII". Thế giới điện ảnh. ngày 3 tháng 12 năm 2009. Bản gốc lưu trữ ngày 14 tháng 12 năm 2009. Truy cập ngày 11 tháng 9 năm 2024.
13. ↑  NLD.COM.VN (ngày 1 tháng 12 năm 2016). "Danh sách Giải Mai Vàng V- 1999". NLD.COM.VN. Truy cập ngày 30 tháng 4 năm 2025.
14. ↑  Hiếu Châu (ngày 25 tháng 4 năm 2024). "'Gặp lại chị bầu' chiếu độc quyền trên Galaxy Play". VnExpress. Lưu trữ bản gốc ngày 13 tháng 9 năm 2024. Truy cập ngày 11 tháng 9 năm 2024.